# Wodnicha tarczowata

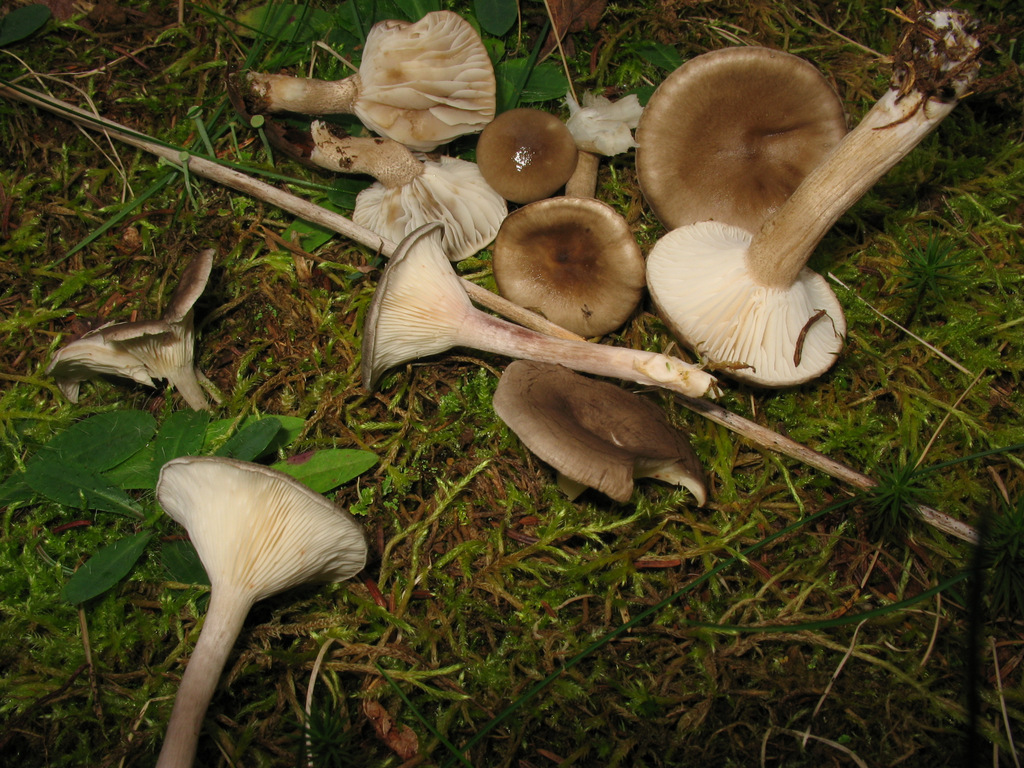

Wodnicha tarczowata (Hygrophorus discoideus (Pers.) Fr.) – gatunek grzybów z rodziny wodnichowatych (Hygrophoraceae).

## Systematyka i nazewnictwo
Pozycja w klasyfikacji według Index Fungorum: Hygrophorus, Hygrophoraceae, Agaricales, Agaricomycetidae, Agaricomycetes, Agaricomycotina, Basidiomycota, Fungi.
Po raz pierwszy zdiagnozował go w 1801 r. Christiaan Hendrik Persoon nadając mu nazwę Agaricus discoideus. Obecną, uznaną przez Index Fungorum nazwę nadał mu Elias Fries w 1838 r.
Synonimy:
- Agaricus discoideus Pers. 1801
- Limacium discoideum (Pers.) P. Kumm. 1871

Nazwę polską nadali w 1983 r. Barbara Gumińska i Władysław Wojewoda.

## Morfologia
Kapelusz
Średnica 2–6 cm, za młodu łukowaty, później rozpostarty, czasami z niewielkim garbkiem na środku. Jest higrofaniczny; w stanie wilgotnym silnie śluzowaty, błyszczący, w stanie suchym lepki, gładki. Powierzchnia początkowo biała, potem przebarwia się na żółto lub jasnoróżowo.
Blaszki
Lekko zbiegające, białawe.
Trzon
Wysokość 4–7 cm, grubość 0,6–1 cm, walcowaty, zazwyczaj z wrzecionowatą podstawą, początkowo pełny, potem pusty. Powierzchnia biaława z brązowymi włókienkami, pod kapeluszem łuszcząca się.
Miąższ
O barwie od białawej do kremowej.
Cechy mikroskopijne
Zarodniki eliptyczne, gładkie, o rozmiarach 6–8 × 4–5 μm.

## Występowanie i siedlisko
Wodnicha tarczowata występuje w Europie i Ameryce Północnej. W piśmiennictwie naukowym na terenie Polski do 2003 r. notowana tylko na dwóch stanowiskach (Hala  Śmietanowa w Beskidzie Żywieckim i w Pienińskim Parku Narodowym). Znajduje się na Czerwonej liście roślin i grzybów Polski. Ma status R – gatunek potencjalnie zagrożony z powodu ograniczonego zasięgu geograficznego i małych obszarów siedliskowych. Wymieniona jest także na liście gatunków zagrożonych w Holandii. 
Siedlisko: lasy iglaste (świerkowe), preferuje gleby wapienne. Owocniki od września do listopada.